# Ignaz Neubauer
Ignaz Neubauer (häufig auch Ignatius Neubauer; * 12. Februar 1726 in Bamberg; † 1795 in Oellingen, Gemeinde Gelchsheim) war ein römisch-katholischer Theologe, Jesuitenpater und Hochschullehrer.

## Leben
Neubauer wurde 1740 an der Bamberger Akademie immatrikuliert. Am 13. Juli 1745 hatte er sein Studium der Philosophie abgeschlossen und trat in den Jesuitenorden ein. Von 1748 bis 1756 unterrichtete er Humaniora am Würzburger Gymnasium der Jesuiten. 1757/1758 war er in Ettlingen tätig, bevor er bis 1761 an der Einrichtung in Bamberg, bis 1763 wieder in Würzburg und 1763 am Kolleg in Heidelberg Philosophie unterrichtete.
Neubauer erhielt 1763 an der Universität Würzburg einen Lehrstuhl für Dogmatik, Moral und Exegese, den er zehn Jahre später, 1773, mit der Aufhebung des Jesuitenordens wieder verlor. Während seiner Zeit als Professor, 1765, wurde er zum Dr. theol. promoviert. Er gehörte in Würzburg zu den Mitverfassern der Theologia Wirceburgensis. Nachdem er aus dem Professorenamt entlassen worden war, kam er als Pfarrer nach Oellingen. Dort verblieb er bis zu seinem Tod.

## Werke (Auswahl)
- Philosophiae universae systema recentius, Aulicus, Mannheim 1763.
- Mentis humanae intellectus, voluntas et memoria, Heidelberg 1763.
- mit Heinrich Kilber, Thomas Holtzclau und Ulrich Munier: R. R. Patrum Societatis Jesu Theologia dogmatica, polemica, scholastica et moralis praelectionibus publicis in alma Universitate Wirceburgensi accommodata, 14 Bände, Stahel, Würzburg 1766–1771 (=Theologia Wirceburgensis, 10 Bände, Paris 1852–1854).
- Vera religio vindicata contra omnis generis incredulos, Stahel, Würzburg 1771.